# Luckhoffia beukmannii
Luckhoffia beukmannii är en oleanderväxtart som först beskrevs av Lückh., och fick sitt nu gällande namn av White och Hans Sloane. Luckhoffia beukmannii ingår i släktet Luckhoffia och familjen oleanderväxter. Inga underarter finns listade i Catalogue of Life.